# Jüdischer Friedhof (Diez)

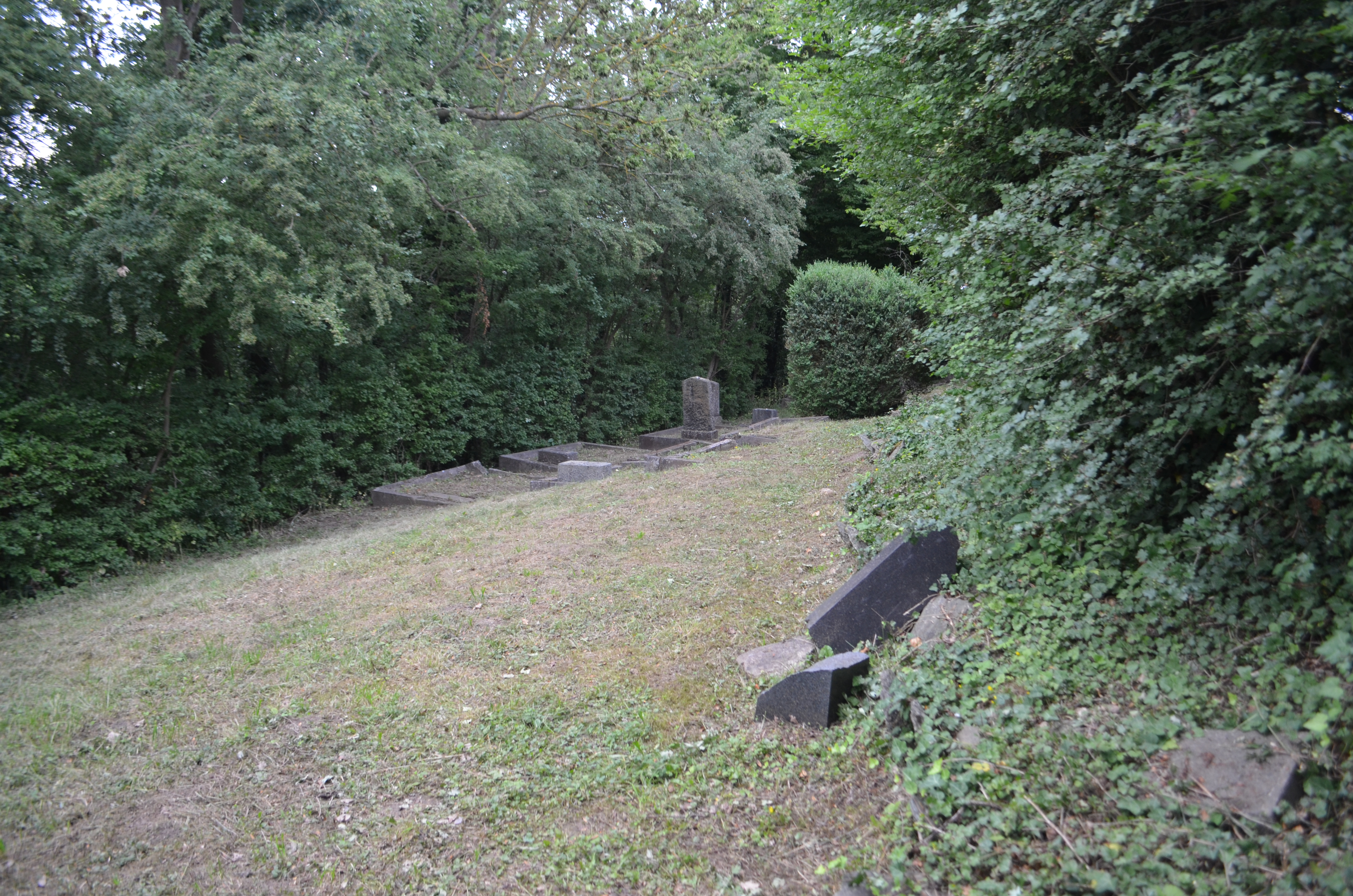
Jüdischer Friedhof Diez

Der Jüdische Friedhof Diez ist ein Friedhof in der Stadt Diez im Rhein-Lahn-Kreis in Rheinland-Pfalz. Er steht als Kulturdenkmal unter Denkmalschutz.
Der jüdische Friedhof liegt östlich unweit der Lahn am Fachinger Weg hinter dem Haus Nr. 4. 
Auf dem 1927 m² großen Friedhof, der Ende des 19. Jahrhunderts angelegt und von 1895 bis 1930 belegt wurde, befinden sich 33 (nach anderen Angaben 60) Grabsteine auf 59 Gräbern. Der älteste Grabstein ist von 1896.

## Alter Friedhof
Auf dem alten jüdischen Friedhof, der vom 17. Jahrhundert bis zum Jahr 1895 belegt wurde, sind keine Grabsteine erhalten. Er befand sich „Am Hain“ zwischen Parkstraße und Panoramaweg, ist dort aber nicht mehr wahrzunehmen. In der NS-Zeit wurde er abgeräumt und eingeebnet. Das Gelände wurde in den Jahren 1935/37 zum Teil als Bauplatz für den Neubau des Finanzamtes verwendet, im Jahr 1953 wurde zusätzlich ein Wohngebäude (Haus Dr. Imhof, später Haus Röse, Panoramaweg 2) errichtet.

## Friedhofschändung Ende 1908
Auf einem der beiden jüdischen Friedhöfe wurde Ende des Jahres 1908 eine Grabschändung begangen. Dabei wurden vier Grabsteine umgeworfen und zertrümmert und die Inschriften ganz zerstört. Um welchen der beiden Friedhöfe es sich dabei handelt, ist nicht überliefert.